# Crise bancaire vénézuélienne de 1994
La crise bancaire vénézuélienne de 1994 voit l'insolvabilité puis, par effet d'entraînement, l'effondrement en cascade de plusieurs banques majeures du Venezuela, que le gouvernement de Rafael Caldera est obligé de nationaliser. 
La cause apparente de cette crise, qui va durer plusieurs années et faire entrer le pays en décroissance, est une chute progressive des prix du pétrole sur le marché international amorcée dès 1990. Pays producteur, son économie en est fortement dépendante. Mais d'autres causes structurelles apparaissent avec le recul : une libéralisation du marché financier entamée à la fin des années 1980, une accumulation de dettes douteuses, qu'un principe de précaution relâché ne permit pas de contenir, d'autant que l'endettement du pays était déjà considérable, porté par la manne pétrolière et de nombreux investissements publics dans le secteur privé, lesquels, suspendus, sont devenus en quelques mois des obstacles à la reprise.

## Analyse du phénomène
Le PIB vénézuélien affiche au terme de l'année 1992 une progression de 6,06 % et un taux de chômage structurel de 8,33 %, puis en 1993, la croissance s'effondre, finissant à 0,28 %. Le pays sortait de tentatives de coup d'État manquées (février et novembre 1992). Le cours moyen du baril de pétrole passait de 23,76 $ en 1990 à 18,43 $ en 1993. La croissance du pays est soutenue par des investissements massifs de l'État dans tous les secteurs de l'économie, qui dérégule au maximum le crédit en pratiquant une politique fiscale réduite et des taux d'intérêt élevés pour les placements, conduisant à une augmentation du niveau d'endettement à moyen terme. Des signes d'essoufflement apparaissent dès mars 1992, avec une croissance subitement proche de zéro, suivie par un rattrapage, qualifiée par les spécialistes de surchauffe, quand au cours de l'année 1993, la croissance ralentit au point de devenir nulle, le taux d'inflation affichant 43 %. 
C'est sur ce terreau fragile qu'éclate la crise bancaire le 14 janvier 1994. La deuxième banque du pays, la Banco Latino, se déclare insolvable : cet établissement possède comme clients les politiques, l'armée, la PDVSA (la société pétrolière gouvernementale nationalisée en 1976) ainsi que la gestion des principaux fonds de retraite des fonctionnaires du pays. La Banco Latino rémunérait durant l'année 1993 au taux de 105 % tous ses dépositaires dans un climat de décroissance, elle avait par ailleurs réalisé de mauvais placements boursiers et dans l'immobilier. La panique bancaire commence en réalité dès octobre 1993 par des retraits sensibles, et quatre mois plus tard le gouvernement est obligé de nationaliser la banque, tandis que soixante directeurs sont recherchés par la police, car ils ont transféré entre-temps pour plusieurs centaines de millions de dollars sur des comptes off-shores et tenté d'effacer électroniquement leurs opérations. Les actifs sont repris en 1995 par Banesco Interbank. Cette « faillite », fruit d'une apparente escroquerie en interne, va déclencher un effet cascade. En avril, Ruth de Krivoy (en), présidente de la Banque centrale du Venezuela, démissionne. Le bolivar est dévalué de 70 %.
En juillet 1994, après huit nouvelles faillites bancaires successives et autant de prises de contrôle majoritaire publiques, la Banco de Venezuela (BDV) tombe à son tour : elle est nationalisée le 9 août, le gouvernement prenant 54 % du capital, pour 294 millions de dollars, rachetant les parts de la Banco Consolidado qui la contrôlait (et représentait  18 % des dépôts vénézuéliens). La Banco Consolidado est rachetée par CorpBanca et la BDV est reprivatisée en 1996, revendue au Grupo Santander. 
En tout, entre janvier 1994 et août 1995, ce sont 17 des 49 banques commerciales du pays qui font défaut, représentant 53 % des actifs du pays.
Le coût total pour l'économie du pays représente un impact moyen sur 25 % de ses ressources — le PIB enregistrant une baisse de 2,35% en 1994 — et des pertes cumulées évaluées à 12 milliards de dollars.  
La reprise ne se manifesta qu'en 1997, après une nouvelle année décroissante, le PIB regrimpa de 6,37 %. Le 20 février 1999, l’Association bancaire vénézuélienne a indiqué que les taux d’intérêt actifs avaient baissé mais étaient encore exceptionnellement élevés, retardant le retour de la confiance de la part des investisseurs dans le système financier national.
Rétrospectivement, Ruth de Krivoy et de nombreux analystes financiers cherchèrent à comprendre cette panique. Une partie de l'explication repose sur le fait que le système bancaire vénézuélien était à l'époque concentré entre les mains d'investisseurs publics locaux et totalement fermé à des participations étrangères. D'autre part, le poids de l'État dans les banques ne s'accompagnait pas d'une politique de transparence et prudentielle rigoureuses.